# Galium hardhamae
Galium hardhamae är en måreväxtart som beskrevs av Lauramay Tinsley Dempster. Galium hardhamae ingår i släktet måror, och familjen måreväxter. Inga underarter finns listade i Catalogue of Life.